# Campionati del mondo di atletica leggera indoor 2014 - Salto in alto femminile
La competizione si è svolta il 7 e l'8 marzo 2014.

## Podio
| Pos.   | Atleta          | Nazionalità | Tempo  |
| ------ | --------------- | ----------- | ------ |
| Oro    | Maria Kuchina   | Russia      | 2,00 m |
| Oro    | Kamila Lićwinko | Polonia     | 2,00 m |
| Bronzo | Ruth Beitia     | Spagna      | 2,00 m |

## Situazione pre-gara

### Record
Prima di questa competizione, il record del mondo (WR) e il record dei campionati (CR) erano i seguenti.
| Record                | Prestazione | Atleta                      | Data                      | Competizione |
| --------------------- | ----------- | --------------------------- | ------------------------- | ------------ |
| Record mondiale       | 2,08 m      | Kajsa Bergqvist Svezia      | 4 febbraio 2006 Arnstadt  |              |
| Record dei campionati | 2,05 m      | Stefka Kostadinova Bulgaria | 8 marzo 1987 Indianapolis |              |

### Campioni in carica
Le campionesse in carica, a livello mondiale e continentale, erano:
| Campione | Atleta                   | Prestazione | Data                   | Competizione                     |
| -------- | ------------------------ | ----------- | ---------------------- | -------------------------------- |
| Mondiale | Chaunté Lowe Stati Uniti | 1,98 m      | 10 marzo 2012 Istanbul | Campionati del mondo indoor 2012 |
| Europeo  | Ruth Beitia Spagna       | 1,99 m      | 3 marzo 2013 Göteborg  | Campionati europei indoor 2013   |

### La stagione
Prima di questa gara, le atlete con le migliori tre prestazioni dell'anno erano:
| # | Atleta                  | Prestazione | Data                      |
| - | ----------------------- | ----------- | ------------------------- |
| 1 | Maria Kuchina Russia    | 2,01 m      | 6 febbraio 2014 Stoccolma |
| 2 | Kamila Lićwinko Polonia | 2,00 m      | 8 febbraio 2014 Arnstadt  |
| 2 | Ruth Beitia Spagna      | 2,00 m      | 22 febbraio 2014 Sabadell |

## Qualificazioni
Le atlete che superano la misura di 1,95 m (Q) o le migliori 8 misure (q) avanzano alla finale.
| Pos. | Nome                       | Nazionalità | 1,79 | 1,84 | 1,88 | 1,92 | 1,95 | Misura | Note |
| ---- | -------------------------- | ----------- | ---- | ---- | ---- | ---- | ---- | ------ | ---- |
| 1    | Ruth Beitia                | Spagna      | -    | o    | o    | o    | o    | 1,95 m | Q    |
| 2    | Maria Kuchina              | Russia      | o    | o    | o    | xo   | o    | 1,95 m | Q    |
| 3    | Marie-Laurence Jungfleisch | Germania    | xo   | o    | o    | xo   | o    | 1,95 m | Q    |
| 4    | Levern Spencer             | Saint Lucia | -    | o    | o    | o    | xo   | 1,95 m | Q    |
| 4    | Kamila Lićwinko            | Polonia     | o    | o    | o    | o    | xo   | 1,95 m | Q    |
| 6    | Justyna Kasprzycka         | Polonia     | o    | o    | o    | xo   | xo   | 1,95 m | Q    |
| 7    | Emma Green                 | Svezia      | -    | -    | o    | o    | xxo  | 1,95 m | Q    |
| 8    | Blanka Vlašić              | Croazia     | -    | o    | -    | o    | xxx  | 1,92 m | q    |
| 8    | Nafissatou Thiam           | Belgio      | o    | o    | o    | o    | xxx  | 1,92 m | q    |
| 10   | Iryna Gerashchenko         | Ucraina     | o    | o    | o    | xo   | xxx  | 1,92 m |      |
| 10   | Airinė Palšytė             | Lituania    | -    | o    | o    | xo   | xxx  | 1,92 m |      |
| 12   | Inika McPherson            | Stati Uniti | -    | -    | xo   | xo   | xxx  | 1,92 m |      |
| 13   | Irina Gordeeva             | Russia      | o    | o    | o    | xxo  | xxx  | 1,92 m |      |
| 14   | Svetlana Radzivil          | Uzbekistan  | o    | o    | o    | xxx  |      | 1,88 m |      |
| 15   | Anna Iljuštšenko           | Estonia     | o    | o    | xxo  | xxx  |      | 1,88 m |      |
| 16   | Ana Šimić                  | Croazia     | xo   | o    | xxo  | xxx  |      | 1,88 m |      |
| 17   | Nadija Dusanova            | Uzbekistan  | o    | o    | xxx  |      |      | 1,84 m |      |

## Finale
| Pos | Atleta                     | Nazione     | 1.85 | 1.90 | 1.94 | 1.97 | 2.00 | 2.02 | Misura | Note |
| --- | -------------------------- | ----------- | ---- | ---- | ---- | ---- | ---- | ---- | ------ | ---- |
| 1   | Mariya Kuchina             | Russia      | o    | o    | o    | xo   | o    | xxx  | 2.00   |      |
| 2   | Kamila Lićwinko            | Polonia     | o    | o    | o    | xo   | o    | xxx  | 2.00   | =NR  |
| 3   | Ruth Beitia                | Spagna      | o    | o    | o    | o    | xo   | xxx  | 2.00   | SB   |
| 4   | Justyna Kasprzycka         | Polonia     | o    | o    | o    | o    | xxx  |      | 1.97   | PB   |
| 5   | Emma Green Tregaro         | Svezia      | o    | o    | o    | xxx  |      |      | 1.94   |      |
| 6   | Blanka Vlašić              | Croazia     | o    | xo   | o    | xxx  |      |      | 1.94   |      |
| 7   | Levern Spencer             | Saint Lucia | o    | xxo  | xo   | xxx  |      |      | 1.94   |      |
| 8   | Nafissatou Thiam           | Belgio      | o    | o    | xxx  |      |      |      | 1.90   |      |
| 8   | Marie-Laurence Jungfleisch | Germania    | o    | o    | xxx  |      |      |      | 1.90   |      |